# Mount Gillet
Mount Gillet (französisch Mont Gillet) ist ein 2460 m hoher Berg im ostantarktischen Königin-Maud-Land. Er ragt unmittelbar nördlich des Mount Van der Essen in den Belgica Mountains auf.
Teilnehmer der Belgischen Antarktis-Expedition 1957/58 unter Gaston de Gerlache de Gomery (1919–2006) entdeckten ihn. Namensgeber ist der französische Unternehmer Charles Gillet, ein Sponsor der Forschungsreise.